# Canolo Nuovo, Zomaro, Zillastro
Canolo Nuovo, Zomaro, Zillastro este o arie protejată (arie specială de conservare — SAC, sit de importanță comunitară — SCI) din Italia întinsă pe o suprafață de 483 ha, integral pe uscat.

## Localizare
Centrul sitului Canolo Nuovo, Zomaro, Zillastro este situat la coordonatele 38°19′08″N 16°07′41″E / 38.318889°N 16.128056°E.

## Înființare
Situl Canolo Nuovo, Zomaro, Zillastro a fost declarat sit de importanță comunitară în septembrie 1995 pentru a proteja 9 specii de animale. Situl a fost protejat și ca arie specială de conservare în aprilie 2018.

## Biodiversitate
Situată în ecoregiunea mediteraneană, aria protejată conține 7 habitate naturale: Mlaștini turboase de tranziție și turbării mișcătoare, Pajiști umede mediteraneene cu ierburi înalte de Molinio-Holoschoenion, Păduri de Quercus ilex și Quercus rotundifolia, Lande oro-mediteraneene cu formațiuni endemice de grozamă, Păduri de Ilex aquifolium, Păduri pe pante, grohotișuri și ravene de Tilio-Acerion, Păduri de fag din Apenini cu Taxus și Ilex.
La baza desemnării sitului se află mai multe specii protejate:
- păsări (2): sfrâncioc roșiatic (Lanius collurio), ciocârlie de pădure (Lullula arborea)
- amfibieni (2): Bombina pachypus, Salamandrina terdigitata
- mamifere (4): liliac cârn (Barbastella barbastellus), liliac cu aripi lungi (Miniopterus schreibersii), liliac comun (Myotis myotis), liliacul mare cu potcoavă (Rhinolophus ferrumequinum)
- nevertebrate (1): Euplagia quadripunctaria

Pe lângă speciile protejate, pe teritoriul sitului au mai fost identificate 11 specii de plante, 5 specii de amfibieni, 7 specii de mamifere, 4 specii de reptile.